# 미세스 그린 애플
미세스 그린 애플(Mrs. Green Apple, Mrs. GREEN APPLE, ミセスグリーンアップル)은 2015년 EMI 레코드를 통해 메이저 데뷔한 도쿄 출신의 일본 록 밴드이다. 애니메이션 시리즈 유희왕 ARC-V의 네 번째 엔딩 테마를 연주하는 것으로 유명하다. 첫 번째 정규 앨범 Twelve는 일본 전국 오리콘 차트에서 10위를 차지했다. 노래 "Inferno"는 애니메이션 불꽃 소방대의 첫 번째 시즌 오프닝 테마로 사용되었다.

## 구성원

### 현재
- 오모리 모토키
- 와카이 히로토
- 후지사와 료카

### 이전
- 마츠오 타쿠미
- 야마나카 아야카
- 타카노 기요카즈